# 广宁城
參數所指定的目標頁面不存在，建議更正成存在頁面或直接建立下列一個頁面（建立前請先搜尋是否有合適的存在頁面可以取代）：
- 广宁城墙 (肇庆)

广宁城是位於今中华人民共和国辽宁省锦州北镇市北镇街道、广宁街道的城池建築，始建于明太祖洪武二十三年（1390），是明代辽东镇广宁卫衛所之所在，其城墙和城内的鼓楼、李成梁石牌坊于2006年被合并列入第六批全国重点文物保护单位。

## 历史

### 建置史

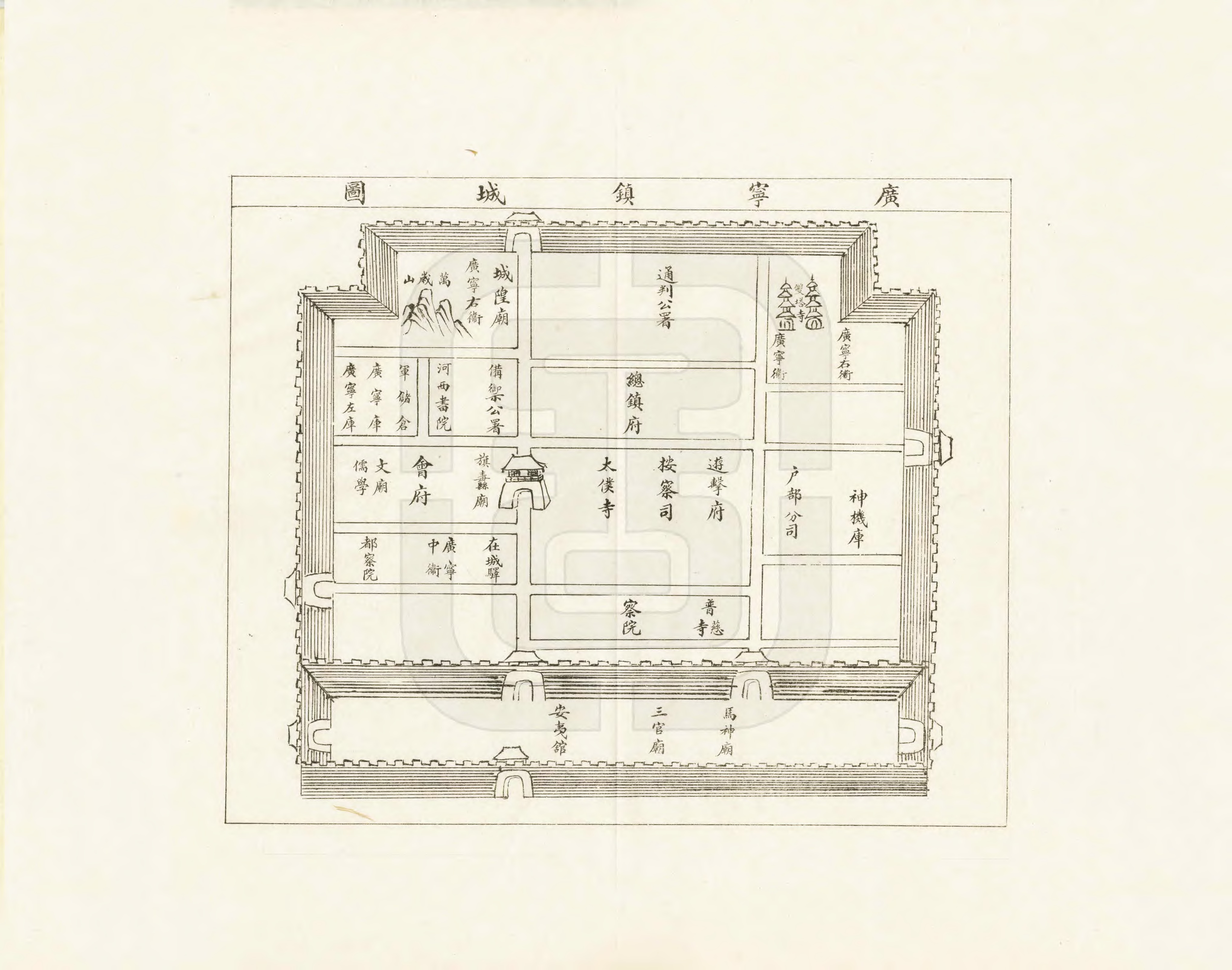
明嘉靖四十五年（1566）《全辽志》广宁镇城图

北镇市地处辽宁省西部，医巫闾山东麓，其建置始于西汉所置无虑县，隶辽东郡，东汉末废。唐代置巫闾守尉都护府，设守捉城。辽代天禄元年（947）和乾亨四年（982）分别在境内置显州和乾州两处奉陵邑，隶东京道，其中显州州治原位于奉先县，乾州州治位于奉陵县，今北镇城区一带置有山东县，隶显州，金代天辅七年（1123）升显州为广宁府并移州治于山东县，大定二十九年（1189）易名广宁县。元初废广宁县，至元十五年（1278）改广宁府为广宁府路。明初废广宁府路，洪武二十三年（1390）置广宁卫，二十五年（1392）封朱植为辽王，二十六年（1393）在此就藩（至建文四年（1406）移国），同年又置广宁中、左、右三卫，均属辽东都指挥使司，镇守辽东总兵官即驻广宁（隆庆元年（1567）后冬季移驻辽阳）。清代康熙三年（1664）复置广宁府，并置广宁县为府治所在，次年废广宁府并将广宁县改隶锦州府。民国二年（1913）因与广东省广宁县同名而改称北镇县。1995年撤县设北宁市，2006年更名北镇市。

### 建筑史

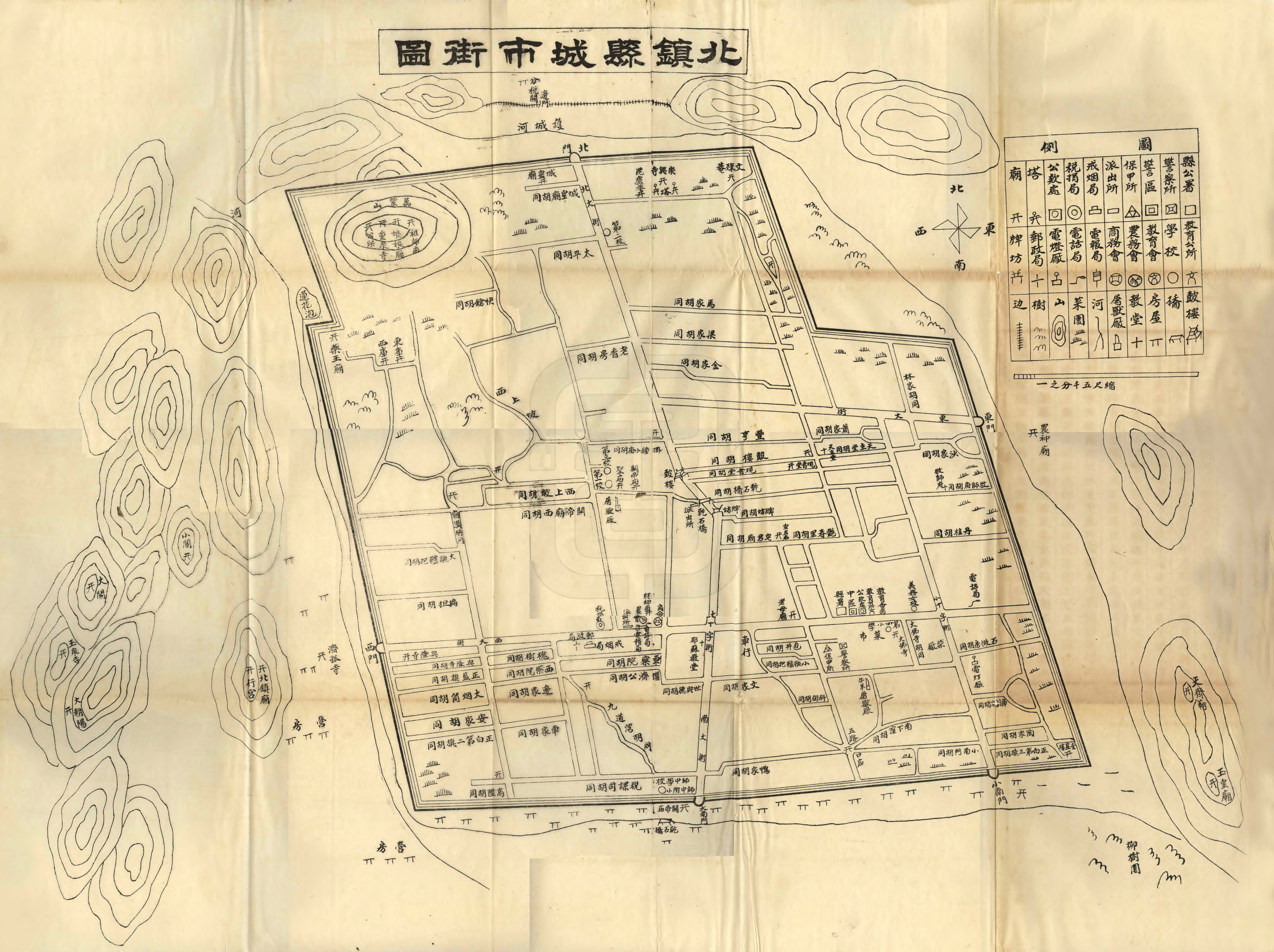
民国二十二年（1933）《北镇县志》北镇县城市街图（时南关城已倾圮）

原辽代显州城址位于今北镇城区西南约五里北镇庙一带，金代天会八年（1130）易名钟秀县，蒙古至元六年（1269）废，后复置，明初又废。辽代乾州城址最初位于今北镇城区西南约七里小常屯村一带，金代天会八年（1130）废乾州，并将奉陵县易名闾阳县，大定二十九年（1189）移治今北镇城区西南五十里的南州寨（即闾阳驿城，今北镇市闾阳镇闾阳驿村一带），明初废为驿。
原辽代显州山东县城址（金代广宁府广宁县城址）位于今北镇城区鼓楼以北一带，后毁于元末。明代置广宁卫后，由指挥佥事王雄在旧址上修筑卫城，都督刘真包砌砖石，明永乐和正德年间续筑南关城，之后又扩展主城，明嘉靖十六年（1537）、三十五年（1556）和清乾隆四十四年（1779）重修。
1949年后主城仍基本保存，1960年3月“广宁城”被公布为锦州市文物保护单位，但文革期间各机关、团体乃至城乡居民竞相拆用城砖，至1973年仅西北隅驻军营房旁的一段砖墙和其北部的一段夯土墙保存。1976年4月沿原城墙基建环城公路。1983年3月“广宁城址”被重新公布为北镇县文物保护单位:538。2006年5月“广宁城”（含城墙、鼓楼和李成梁石牌坊）被公布为全国重点文物保护单位。

## 建筑

### 城墙

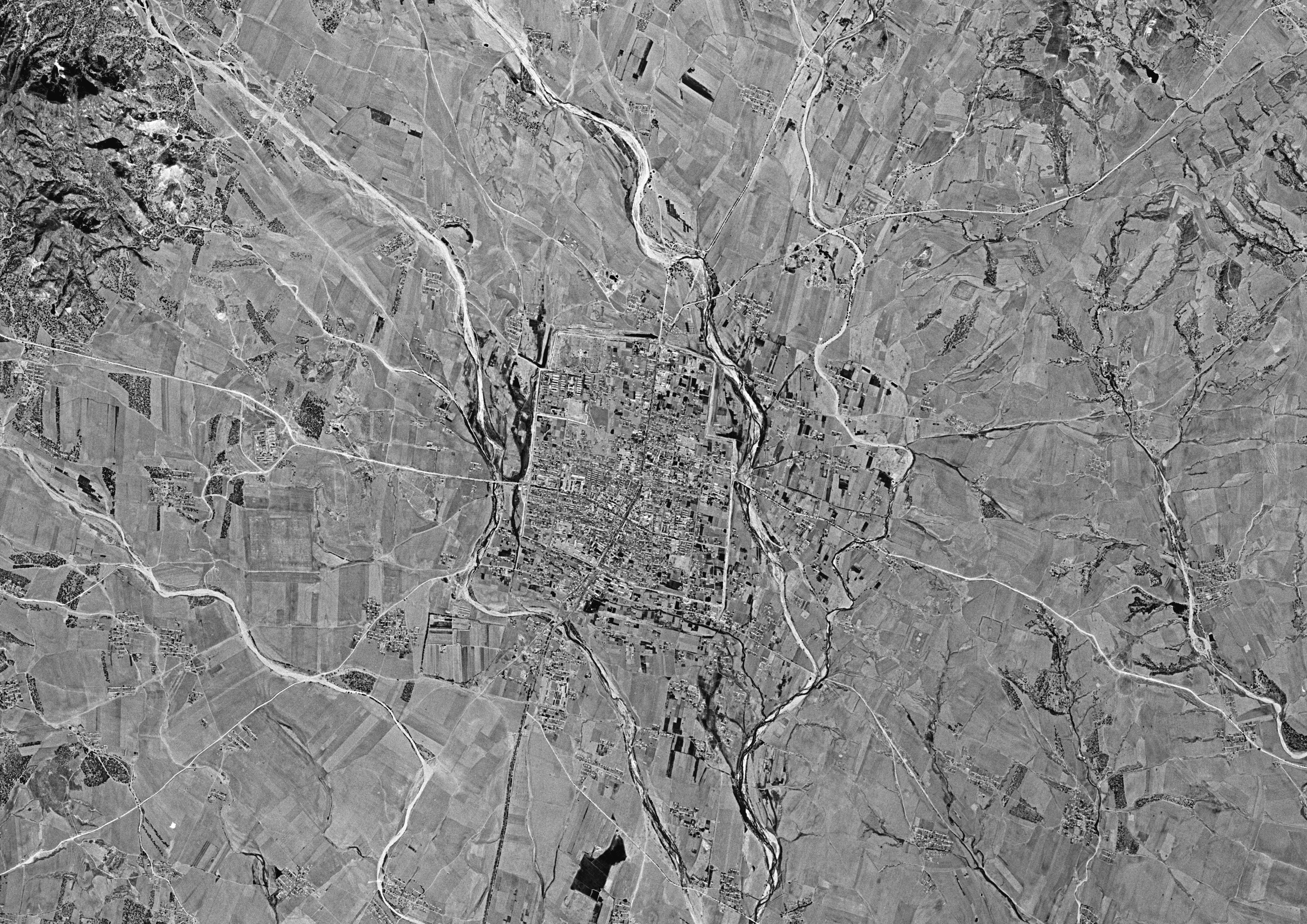
1972年5月的广宁城（时为北镇县城）卫星影像

清代乾隆年间重修后的广宁城位于医巫闾山东麓，头道河（城址东侧）和二道河（城址西侧）之间，略呈“凸”字形，南宽北窄，南北长2公里，东西最宽1.6公里，总周长约7公里，城内面积约3.2平方公里，除西北角将万紫山围入外其余均为平地。主城城周十里二百八十步（约5248米），高三丈五尺（约11.2米），厚一丈五尺（约4.8米），南关城三面城周三里二百二十步（约1792米），与主城城周共计十四里二百四十步（约7104米）。主城最初设陆门六座，后堵塞一座西门，余五座，按顺时针方向依次为东门永安门、小南门泰安门、南门迎恩门、西门拱镇门和北门靖远门，其位置各不相对，门外均设有瓮城。主城四角各设角楼一座（民国时已倾圮），按顺时针方向依次为东北角镇朔楼、东南角柔远楼、西南角望京楼和西北角瞻秀楼，东南角有奎星楼一座。南关城设陆门三座，按顺时针方向依次为东门宣化门、南门迎恩门和西门振武门。现存砖墙378米及夯土墙1250米，砖墙平均高11.7米，基宽6米，顶宽5米，以条石为基，中间夯土筑就，内石外砖包砌。
城内主要街道呈十字形，交会处称十字街，十字街至南门间为南大街，至北门间为北大街，至东城墙间为东大街，至西门间为西大街，东门至北大街间为老东街，以南大街及南关地区商业最为繁盛，北大街、老东街、西大街和东大街的商户依次递减。
明代卫城时期的城内主要建筑有鼓楼、辽王府（位于城西北万紫山南麓，其址后演变为祖师庙、娘娘庙、崇泉寺和药王庙等庙宇建筑群）、镇守总兵府（明代《全辽志》称位于东门内大街北，民国《北镇县志》称位于东大街北侧，且清代将其改作广宁县衙）、镇东堂（又名会府，位于鼓楼西侧，为镇守辽东总兵官、巡抚辽东都御史和镇守辽东太监议事办公之处）、李成梁石牌坊、孔庙（其历史可追溯至元代广宁府路儒学，原在广宁右卫西北，明正统时改建于镇东堂与鼓楼之间，清代沿用作为广宁县学文庙）、城隍庙（位于北门内北大街西侧，始建年代无考）、崇兴寺及双塔（位于城东北，始建于唐代贞观年间）、崇泉寺（位于城西北万紫山南麓，始建年代无考，明代有重修记载）、观音堂（位于鼓楼东侧，始建年代无考，明代有重修记载）和水陆殿（位于东大街南侧，清代改建为大佛寺）等。城内四卫的驻军情况为广宁卫在鼓楼北，广宁中卫在西门里，广宁左卫在城东北隅，广宁右卫在城西北隅。
清代置广宁县衙，在沿用前代孔庙、城隍庙及佛寺的基础上，又陆续新增文昌宫（位于鼓楼附近，始建于清康熙年间）、关帝庙（位于孔庙东侧，清代由山西商人建造，民国初年关岳合祀，改称武庙）、祖师庙（位于城西北万紫山南麓，始建于清雍正年间）和药王庙（位于城西北，始建于清初）等，清末又出现天主教堂和新教教堂。
1943年以后，古城逐渐遭到毁坏。1943年，勤劳奉仕队拆掉西门瓮圈。1948年，中国人民解放军入城，出于军事需要，拆掉城头女墙，又打开五处豁口以便出入。1957年，北镇县修建工人倶乐部，拆用小南门的部分城墙砖，其它部位都保持完好，当时北镇古城属省级文物保护单位。文化大革命期间，古城遭到严重破坏，县“革委会”为了修建看守所和防空洞等较大工程，拆用了大量城墙砖。随之，许多单位修筑防空洞和个人家庭建筑，都争相去拆取城墙砖。1972年9月，北镇县修建体育场，拆掉西门一带的城墙砖，此后单位、个人的毁城之风愈演愈烈，至1973年，除城内驻军3166部队营房的380米城墙得以幸存外，其余大部分都是残垣断壁，土砾堆积，令人触目伤神。1976年，县“革委会”组织各部门在古城墙基上修建了环城路，至此，经历千年风雨沧桑的北镇古城墙亦不复存在。
现状广宁城仍为北镇市城区的主要组成部分，原城墙基址大部分即今东西南北环路，原东、西大街即今广宁西路-广宁东路，原南、北大街仍用旧名、原老东街即今育才路。城内的古迹主要存鼓楼、李成梁石牌坊、崇兴寺双塔、天主教堂和基督教堂（另据1990年县志记载，当时药王庙尚存，现已不复存在）:537-538。城址范围内的当代公共建筑主要有北镇市客运站、北镇市高级中学（刘嘉麒、肖作福、马殿荣、马蔚华和李文亮等曾在此就读）、北镇市体育馆、北镇市人民医院、北镇市中医院和北镇市万紫山烈士陵园等，北镇市人民政府等行政机关则大部分位于城址范围外西侧的新城区。

### 鼓楼
北镇鼓楼位于南北大街中部，李成梁石坊北70米处，是建在大方形台基上的重楼式建筑，南北20米，东西24米，正中辟南北拱洞通门。东北角有花岗岩石踏垛39级。可沿此登上台基顶部。台基上东南、西南二隅各有一根六米高的朱红旗杆竖立。中间陈设香亭二座和香炉一个。台基正中为二层鼓楼，下层为砖木结构，面阔三间，进深一间，四周有回廊。四壁各辟券门，四根角柱直贯顶层。下层楼室内东南角设一木梯通向顶层。顶楼面阔三间，进深一间，为歇山式小木架结构。内有大鼓一面，是帅帐击鼓点将必备之物。
传说鼓楼是辽代显州山东县南门城楼。明嘉靖四十二年（公元1563年)，都尉史王之诰阔筑里城时，这里变成了城池中心，在此修建了鼓楼。鼓楼前四十米处有石拱桥一座，名通济桥。原有太惠泉之水引入文庙泮池，再从桥下东流。水流淙淙有声，碧波如玉。明代称此景为“通济绕玉”，为广宁八景之一。明英宗天顺年间，鼓楼悬挂军帅大旗。李成梁驻守广宁时，以鼓楼为点将台。
清朝时，鼓楼已失去了其军事意义，不再是阅兵点将的高台了。随着宗教的发展，世人把鼓楼视为胡仙的福地洞天，人们对鼓楼中仙道的信仰逐年加深。送匾、进香、上供穿袍、顶礼膜拜者接踵而至，成为远近闻名的宗教场所。历代当政者皆重视鼓楼的修缮工作，在清末、民国、伪满期间都曾重修。中华人民共和国建国后，人民政府将鼓楼作为历史文物进行妥善保护和维修。尤其是在1993年，进行一次大规模的重修。楼脊、瓦盖、各种饰件轮换一新。重补遗落的匾额“化险为夷”、“感同再造”、“仙骨佛心”、“保卫桑梓”、“捍患御灾”、“威灵显耀”、“洞天福地”等匾额，又增挂了“有求必应”、“神灵显佑”两块匾额。这次维修，对民国十八年由万益三书写而在文化大革命中失落的两幅楹联，分别补写后挂于东面和北面，兹录如下：
东联题曰：“天地此登临，看廓外云山都崃眼底；繁华谁唤醒，听楼中钟鼓顿觉心头。”
北联题曰：“神机默佑危机，变态靖风云，百里河山兹保障；仙道显为善道，重光昭日月，卅年笔墨证前缘。”
这次重修，新增挂两幅楹联。南面一联由邑人徐长鸿撰，锦州邵秉仁书。联曰：“古城起烟霞，纵目皆开新市井；关山埋断戟，登楼尚忆故将军。”
西面一联是邑人佘象乾撰写。其联为：“炉香缥缈祥云饶，神仙训尔：洗心革面多行善；宝鼎醍醐玉露垂，圣哲常云：爱国兴家作完人。”
这次重修，还在楼室内重塑了七尊胡仙泥像。
经国务院批准，2006年5月25日，北镇鼓楼被列为国家级重点文物保护单位。

### 李成梁石牌坊
李成梁石牌坊又名宁远伯牌坊，位于鼓楼南侧，李成梁曾于明隆庆、万历年间两次任镇守辽东总兵官，万历八年（1580）朝廷为表彰其功建此石坊。该坊为三间四柱五楼式，单檐庑殿顶，暗紫微青色花岗岩质，高9.25米，宽13.1米，最上竖匾刻“世爵”，其下两横额依次刻“天朝诰券”（左右有立坊者姓名及“万历八年十月吉日立”字样）和“镇守辽东总兵官太保兼太子太保宁远伯李成梁”，明间两柱柱脚前后均置石狮，其余两柱柱脚前后均置抱鼓石，横梁上有鲤鱼跳龙门、二龙戏珠和四季花卉等浮雕:537。